# Phidippus mystaceus
Espèce
Synonymes
- Attus mystaceus Hentz, 1846
- Phidippus asinarius C. L. Koch, 1846
- Phidippus incertus Peckham & Peckham, 1901
- Phidippus hirsutus Barrows, 1919

Phidippus mystaceus est une espèce d'araignées aranéomorphes de la famille des Salticidae.

## Distribution
Cette espèce est endémique des États-Unis. Elle se rencontre au Connecticut, dans l'État de New York, au New Jersey, au Maryland, à Washington, en Virginie, en Ohio, en Illinois, au Kentucky, au Tennessee, en Caroline du Nord, en Caroline du Sud, en Géorgie, en Floride, en Alabama, en Arkansas, au Missouri, au Kansas, en Oklahoma, au Texas et au Colorado,.

## Description
Les mâles mesurent de 4,91 à 8,57 mm et les femelles de 6,81 à 13,33 mm.

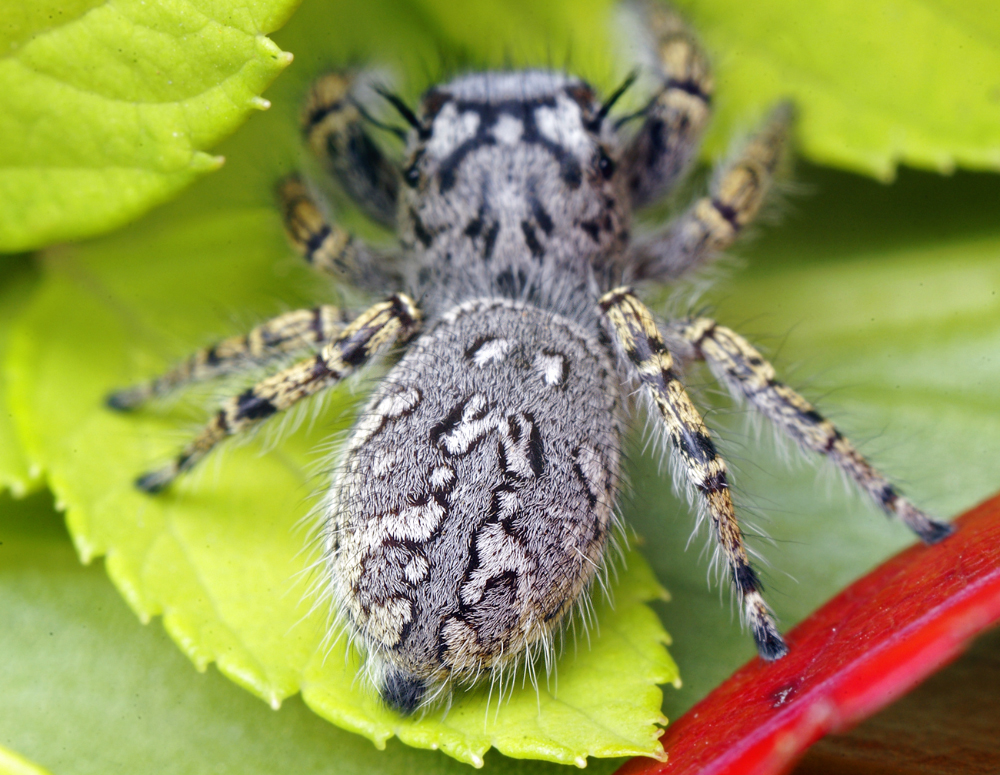
Opisthosome d'une femelle.

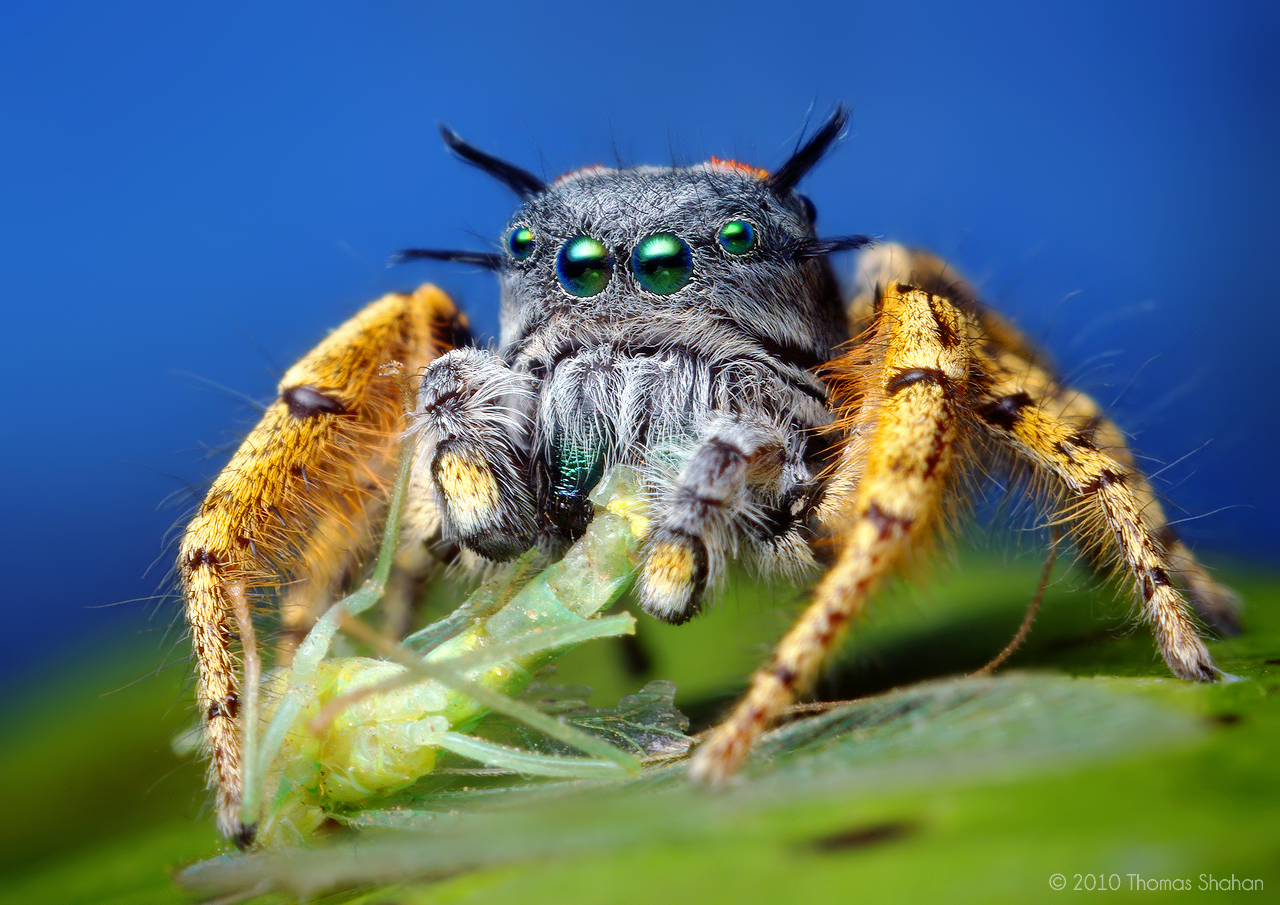
mâle

Elle est probablement la plus colorée de toutes les araignées sauteuses, et est pour cette raison appréciée des photographes.
Elle est facilement reconnaissable par ses quatre grands yeux verts frontaux, et les quatre petits sur le dessus de sa tête.
Elle peut sauter l'équivalent de 50 fois la longueur de son corps, sans pour autant avoir des muscles très développés, mais simplement par une augmentation très rapide de sa pression artérielle, par contraction de ses muscles de la partie antérieure.

## Étymologie

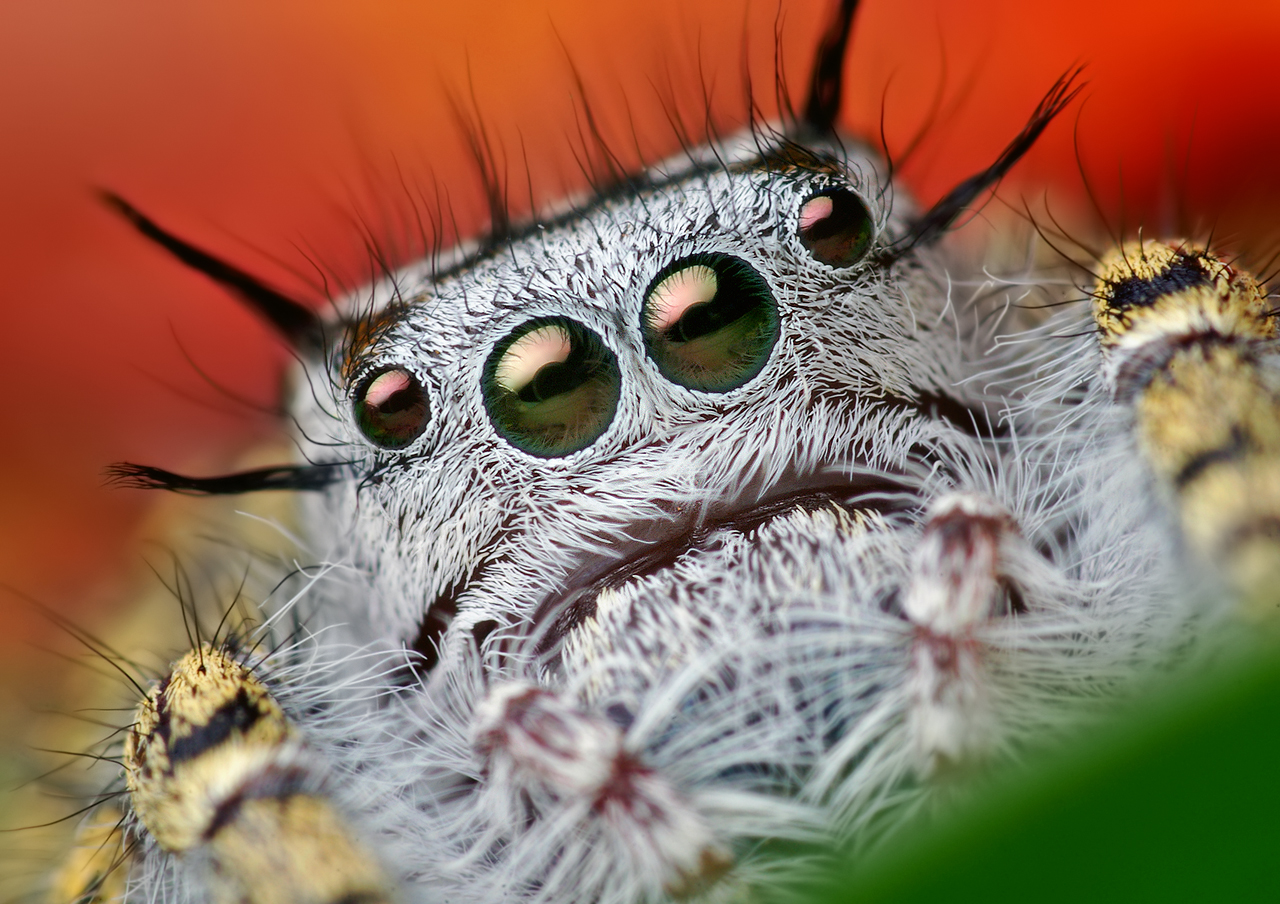
Détail de la tête de la femelle, et de ses "moustaches".

Le nom spécifique mystaceus dérive du grec ancien mystax, signifiant moustache, principalement arborées par les femelles de cette espèce.
Un synonyme est Phidippus asinarius, se rapportant aux touffes de poils au-dessus des yeux, rappelant les oreilles d'un âne.

## Publication originale
- Hentz, 1846 : Descriptions and figures of the araneides of the United States. Boston journal of natural history, vol. 5, p. 352-370 (texte intégral).